# Dee Rees
Dee Rees (Nashville, 7 de fevereiro de 1977) é uma cineasta e roteirista estadunidense. Tornou-se conhecida pelos trabalhos em Pariah, Bessie e Mudbound, que lhe renderam inúmeras indicações a prêmios renomados, como o Critics' Choice Award e o Emmy Award. Graduada pela Universidade de Nova Iorque, também se destacou em Empire.

## Filmografia
- Orange Bow (2005)
- Pariah (2007)
- Eventual Salvation (2008)
- Colonial Gods (2009)
- Pariah (2011)
- Empire (2015)
- Bessie (2015)
- Mudbound (2017)
- When We Rise (2017)
- Philip K. Dick's Electric Dreams (2018)